# Hans van Zon

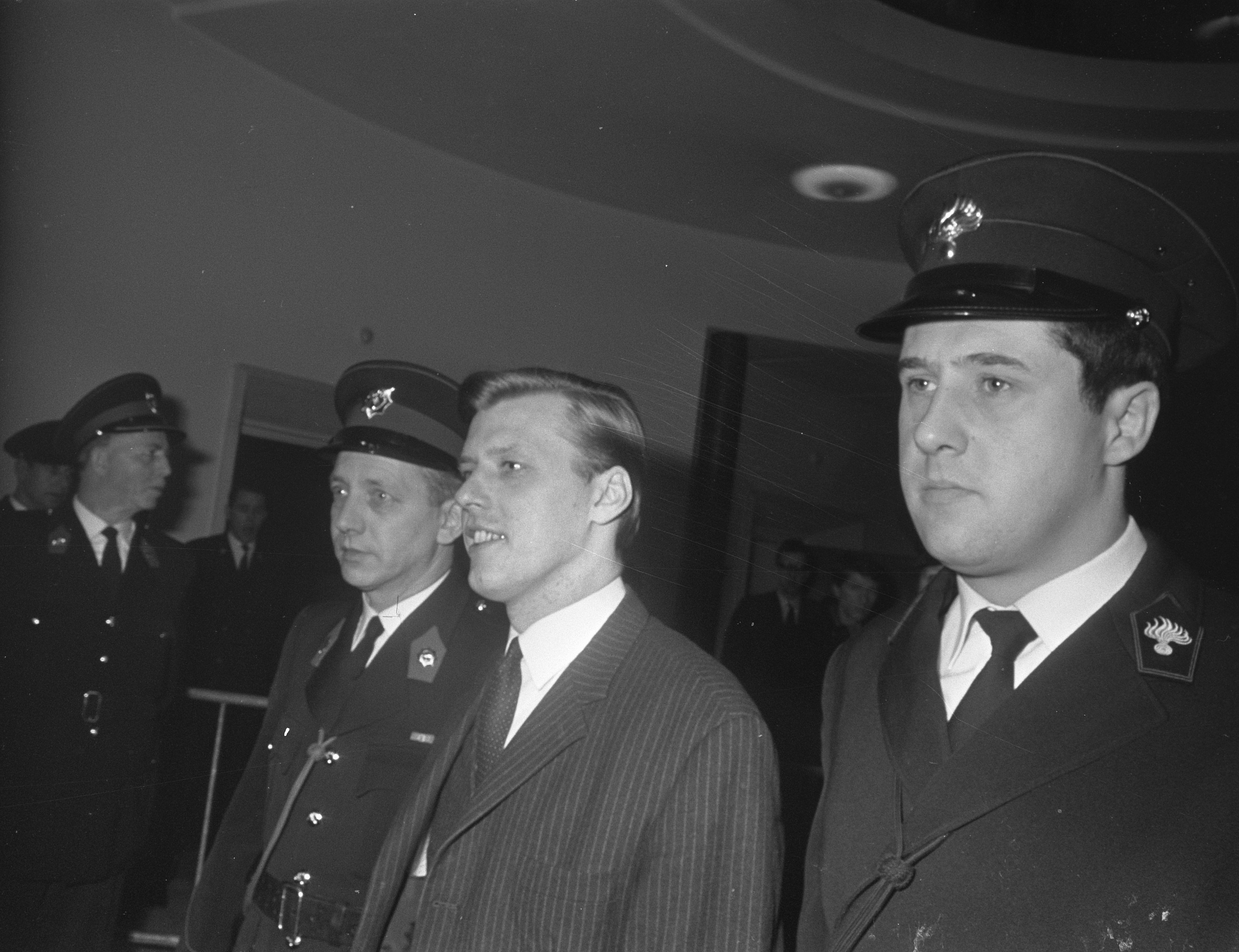
Hans van Zon onder bewaking onderweg naar de rechtszaal

Johannes Marinus (Hans) van Zon (Utrecht, 20 april 1942 – Delfzijl, 11 mei 1998), lange tijd ook bekend als Hans van Z., was een Nederlandse seriemoordenaar.

## Karakter
Van Zon stond in zijn omgeving bekend als een charmante nette jongeman. Hij zou intelligent geweest zijn, maar in het gezin waarin hij opgroeide, was geen geld voorhanden voor een opleiding.

## Vrouwen
In 1967 werd Hans van Zon onderhouden door zijn Italiaanse vriendin, Caroline Gigli, 47 jaar oud. Daarnaast had hij een relatie met de 37-jarige Coby van der Voort. Van Zon verdiende zijn geld met de verkoop van pornografische foto's van beide vriendinnen. Nadat de relatie tussen Van der Voort en Van Zon in april 1967 was beëindigd, bleef zij zich volgens Van Zon aan hem opdringen. Om hier een einde aan te maken, zocht hij haar op 29 april op in haar woning en sloeg hij haar dood met een zelfgefabriceerde loden pijp. Om de politie te misleiden, verminkte hij het lijk, zodat het een roofmoord zou lijken. Haar juwelen gaf hij aan zijn vriendin.

## Ouwe Nol

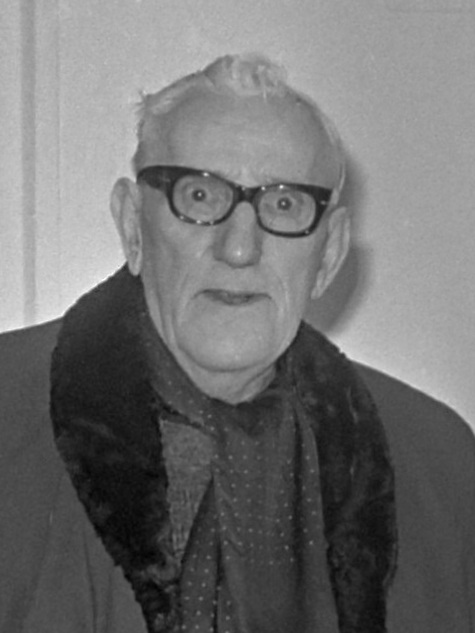
Ouwe Nol (1969)

Van Zon biechtte zijn misdaad op aan Arnoldus "Ouwe Nol" Rietbergen, een Utrechtse crimineel. Of Rietbergen hem vervolgens afperste of door Van Zon als een soort vaderfiguur werd gezien, is niet geheel duidelijk. Wel is duidelijk dat op zijn aanwijzingen Van Zon twee roofmoorden pleegde en een poging tot roofmoord deed. De man bezat een holle stok waarvan aan de losse knop een stiletto was bevestigd.
De slachtoffers van de twee roofmoorden waren Jan "Oom Cupido" Donse, een 80-jarige winkelier in feestartikelen, en de melkboer Reijer de Bruijn. De buit (bestaande uit geld en sieraden) werd in beide gevallen gedeeld met "Ouwe Nol". De moorden vonden plaats op respectievelijk 31 mei en 12 augustus.
Het slachtoffer van de poging tot roofmoord betrof de weduwe Dora Woortmeijer, een voormalige geliefde van "Ouwe Nol". Van Zon sloeg haar neer met een loden pijp en liet haar voor dood achter. Zij overleefde de klap echter en wees aan de hand van foto's de dader aan. Later zou ook bekend worden dat er een tip was gekomen uit de Utrechtse onderwereld. Op 13 december 1967 werd Van Zon gearresteerd. In maart 1970 werd hij onder grote belangstelling van de nationale en internationale pers veroordeeld tot levenslang. Nol werd veroordeeld voor het uitlokken van de moorden en overleed in 1982 in de tbr-kliniek (rijksasiel) Veldzicht in Balkbrug.

## Verdenkingen
Naast de moorden waarvoor hij is berecht, werd Van Zon ook verdacht van verschillende andere moorden, onder andere van de lustmoord op Elly Segov in 1964 en de moord op de Engelse homoseksuele filmregisseur Claude Berkeley in 1965.

## Gevangenschap
Terwijl hij in de observatiekliniek in Utrecht zat, kreeg Van Zon een relatie met therapeute en maatschappelijk werkster Riet van der Brink, met wie hij in 1974 trouwde.
Van Zon leefde vergeleken met andere gevangenen een luxueus leventje in de gevangenis. Hierover werd minister van Justitie Van Agt om opheldering gevraagd door een Kamerlid van zijn eigen partij, de KVP.
In 1986 kwam Van Zon vervroegd vrij. Zijn levenslange straf was omgezet in 28,5 jaar en wegens goed gedrag met een derde verminderd.

## Verdere leven
Na zijn vrijlating werd Van Zon niet met rust gelaten door de pers. Zijn privéleven, vooral zijn drankverslaving, kwam in het nieuws. In 1995 scheidden Van Zon en Van der Brink, maar ze bleven altijd een soort haat-liefdeverhouding houden.
De laatste jaren van zijn leven woonde Van Zon in Wirdum en Delfzijl, waar hij in 1998 overleed door overmatig en langdurig drankgebruik. Bij zijn begrafenis waren onder anderen zijn ex-vrouw Riet, een medewerker van de Van Mesdagkliniek en advocaat Hans Anker aanwezig.
In 2015 verscheen de roman In huis met een seriemoordenaar van D66-voorman Jan Terlouw en dochter Sanne. Het is gebaseerd op hun herinneringen aan de tijd dat Van Zon vaak over de vloer kwam bij een vriendin die bij het gezin Terlouw aan de Utrechtse Tolsteegsingel een kamer huurde.